# Fernando Silva Facetti
Fernando Silva Facetti (Asunción, 5 de agosto de 1969) es un abogado y político paraguayo.

## Educación y Carrera
Silva Facetti realizó sus estudios escolares en el Colegio Internacional de Asunción, el Colegio Nacional Villa Permanente de Ayolas, el Colegio Asociación Cristiana de Jóvenes de Asunción y el Collège Laval en Montreal, Canadá.
A los 25 años, culminó sus estudios universitarios en la Facultad de Derecho y Ciencias Sociales de la Universidad Nacional de Asunción (UNA), obteniendo el título de Abogado. Además, es Agente de la Propiedad Industrial.

## Actividades en el Área Pública
En el área pública, Silva Facetti ha desempeñado varios roles destacados:
Asesor Jurídico externo del Departamento de Delitos Económicos de la Policía Nacional.
Asesor Jurídico del Fondo de Desarrollo Campesino.
Síndico del Instituto de Previsión Social.
Síndico del Banco Central del Paraguay (BCP), posteriormente designado Miembro Titular del Directorio del Banco Central del Paraguay y representante del BCP en la Secretaría de Prevención de Lavado de Dinero (SEPRELAD).
Fue elegido senador suplente y ejerció la titularidad durante el periodo 2008 al 2011. Durante su mandato, presidió la Comisión Nacional de Defensa de los Recursos Naturales (CONADERNA), la Comisión de Salud y lucha contra el Narcotráfico, y fue Secretario de la Comisión de Asuntos Constitucionales.
En el año 2012, fue designado Presidente del Consejo de Administración del Instituto de Previsión Social (IPS).
En 2013, fue elegido Senador Nacional para el periodo 2013/18. Durante su primer año de mandato, ejerció varios roles destacados, incluyendo la presidencia de la Comisión Nacional de Defensa de los Recursos Naturales (CONADERNA), miembro de la Comisión de Lucha Contra el Narcotráfico y de la Comisión de Economía del Senado. Posteriormente, fue Vicepresidente de la Comisión y ejerció la Presidencia en 2018. También fue presidente de la Comisión de Legislación en 2017/2018 y miembro de la Comisión de Asuntos Constitucionales. Además, lideró la bancada de senadores del PLRA en los periodos 2015/16, 2016/17 y 2017/18. Representa al Senado en la Comisión Nacional de Reforma de los Códigos Penal y Procesal Penal.
Fue reelecto Senador Nacional para el periodo 2018/23 y designado Miembro del Jurado de Enjuiciamiento de Magistrados por la Cámara de Senadores por el mismo periodo.
Es miembro de la Academia Legislativa de la Cámara de Senadores y forma parte de la Comisión de Legislación.
En el ámbito internacional, fue elegido Presidente de la Comisión de Medio Ambiente de la Confederación Parlamentaria de las Américas